# Адельсфан

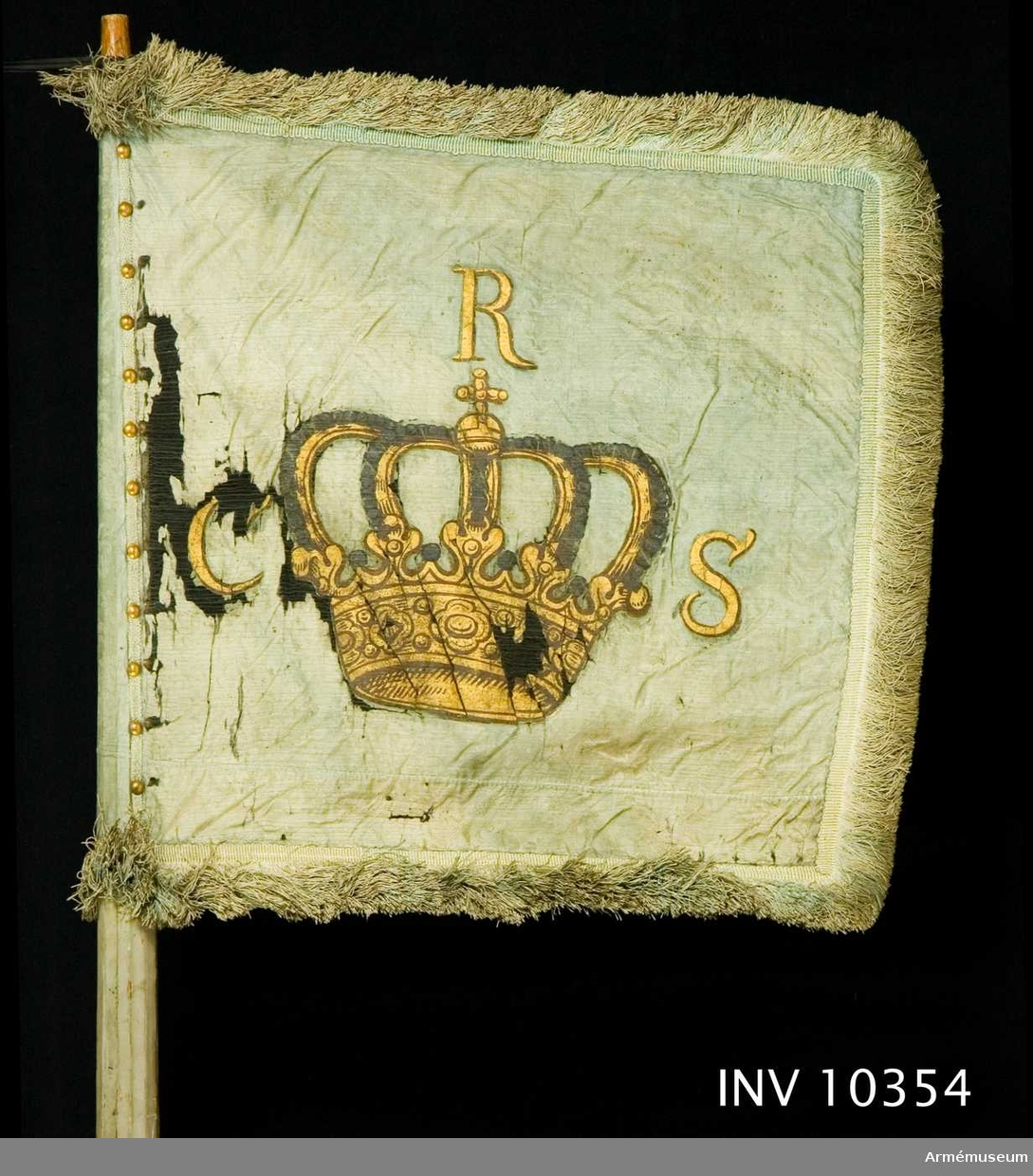
Штандарт адельсфана времён Северной войны

Адельсфан (от швед. adelsfana — дворянское знамя, дворянская хоругвь) — кавалерия, с 1565 года выставлявшаяся шведскими дворянами в силу рыцарской повинности.
Согласно упоминаниям в исторических источниках, во времена короля Эрика XIV (1560—1568) существовали хоругви упландского, вестеръётландского и финского дворянства. Однако впоследствии состав адельсфана менялся. В 80-х годах XVII века в Швеции имелось шесть эскадронов: упландский, финский, вестъётский, сёдерманландский, эстъётский и сконский.
Адельсфан вплоть до 1729 года ежегодно созывался на сборы, но после указанного года сборы стали проводиться раз в три года и лишь в пределах отдельных ленов.
При Карле XI (1660—1697) дворянство получило право выставлять вместо себя на сборы другого воина, таким образом рыцарская повинность превратилась из личной в поземельную. Адельсфан при Карле XI делился на 6 эскадронов, насчитывавших в общей сложности 400 человек в Швеции и ещё 150 в Финляндии. Однако из-за пренебрежения службой численность адельсфана постепенно снижалась и на сборах в 1743 года присутствовало всего 395 человек.
Как боеспособное подразделение шведской армии адельсфан перестал существовать уже после гибели Карла XII в 1718 году, однако в последний раз он собирался на учения в 1743 году. Упразднён в 1809 году.